# 蔬菜種植
蔬菜种植是指人們种植供人类食用的蔬菜。可能一万多年前世界上的一些地方就出現了蔬菜種植業，家庭种植供自己消费的蔬菜，剩餘的蔬菜拿到交易上交易。起初人們通過体力劳动種植蔬菜，但随着时间的推移，人類懂得驯化牲畜，並在牲畜的帶動下用犁翻动土地。工業革命後的机械化已经彻底改变了蔬菜种植的技術，几乎所有種植过程都可以由机器完成。有些農民還使用了新的方法種植蔬菜——例如鱼菜共生。也有人通過水耕栽培這一方法，在沒有任何土壤的温室中種植蔬菜。人們可以前往当地的农贸市场賣菜，或者将蔬菜賣給批发商以及零售商。 

## 历史
最初人們通過狩獵採集的方式从野外采集野菜，此後開始懂得种植蔬菜。随着时间的推移，人們開始引入外来的農作物，例如番茄、马铃薯。